# Peltocalathos baurii
Peltocalathos baurii är en ranunkelväxtart som först beskrevs av Macowan, och fick sitt nu gällande namn av M. Tamura. Peltocalathos baurii ingår i släktet Peltocalathos och familjen ranunkelväxter. Inga underarter finns listade i Catalogue of Life.